# Coppa dell'Africa Occidentale 1987
La Coppa dell'Africa Occidentale 1987 (1987 West African Nations Cup) fu la quinta ed ultima edizione della Coppa dell'Africa Occidentale, competizione calcistica per nazione organizzata dalla WAFU. La competizione si svolse in Liberia dal 30 gennaio all'8 febbraio 1987 e vide la partecipazione di otto squadre: Benin, Burkina Faso, Costa d'Avorio, Ghana, Liberia, Niger, Nigeria, Togo.

## Formula
- Qualificazioni

Nessuna fase di qualificazione. Le squadre sono qualificate direttamente alla fase finale.
- Fase finale

Fase a gruppi - 8 squadre, divise in due gruppi da quattro squadre. Giocano partite di sola andata, le prime due classificate si qualificano per la fase a eliminazione diretta.
Fase a eliminazione diretta - 4 squadre, giocano partite di sola andata. La vincente si laurea campione dell'Africa Occidentale.

## Squadre partecipanti
| Pr. | Squadra        | Data di qualificazione certa | Partecipante in quanto | Partecipazioni precedenti al torneo | Ultima presenza   |
| --- | -------------- | ---------------------------- | ---------------------- | ----------------------------------- | ----------------- |
| 1   | Benin          | -                            | Qualificata di diritto | 2 (1982, 1984)                      | Burkina Faso 1984 |
| 2   | Burkina Faso   | -                            | Qualificata di diritto | 3 (1982, 1984, 1986)                | Ghana 1986        |
| 3   | Costa d'Avorio | -                            | Qualificata di diritto | 3 (1982, 1983, 1984)                | Burkina Faso 1984 |
| 4   | Ghana          | -                            | Qualificata di diritto | 3 (1982, 1983, 1984, 1986)          | Ghana 1986        |
| 5   | Liberia        | -                            | Qualificata di diritto | 3 (1982, 1983, 1986)                | Ghana 1986        |
| 6   | Niger          | -                            | Qualificata di diritto | 1 (1982, 1986)                      | Ghana 1986        |
| 7   | Nigeria        | -                            | Qualificata di diritto | 1 (1982)                            | Benin 1982        |
| 8   | Togo           | -                            | Qualificata di diritto | 3 (1982, 1983, 1984, 1986)          | Ghana 1986        |

Nella sezione "partecipazioni precedenti al torneo", le date in grassetto indicano che la nazione ha vinto quella edizione del torneo, mentre le date in corsivo indicano la nazione ospitante.

## Fase finale

### Fase a gruppi

#### Gruppo A

##### Classifica
| Pos | Squadra      | P.ti | G | V | N | P | GF | GS | DR |
| --- | ------------ | ---- | - | - | - | - | -- | -- | -- |
| 1   | Liberia      | 5    | 3 | 2 | 1 | 0 | 4  | 0  | +4 |
| 2   | Nigeria      | 3    | 3 | 1 | 1 | 1 | 4  | 3  | +1 |
| 3   | Burkina Faso | 2    | 3 | 1 | 0 | 2 | 3  | 4  | -1 |
| 4   | Benin        | 2    | 3 | 0 | 2 | 1 | 3  | 7  | -4 |

##### Risultati
| Monrovia 30 gennaio 1987 | Liberia | 2 – 0 | Nigeria |  |

| Monrovia 1 febbraio 1987 | Liberia | 2 – 0 | Burkina Faso |  |

| Monrovia 1 febbraio 1987 | Benin | 1 – 1 | Nigeria |  |

| Monrovia 3 febbraio 1987 | Liberia | 0 – 0 | Benin |  |

| Monrovia 3 febbraio 1987 | Nigeria | 3 – 0 | Burkina Faso |  |

| Monrovia 5 febbraio 1987 | Burkina Faso | 3 – 2 | Benin |  |

#### Gruppo B

##### Classifica
| Pos | Squadra        | P.ti | G | V | N | P | GF | GS | DR |
| --- | -------------- | ---- | - | - | - | - | -- | -- | -- |
| 1   | Ghana          | 6    | 3 | 3 | 0 | 0 | 9  | 0  | +9 |
| 2   | Togo           | 4    | 3 | 2 | 0 | 1 | 2  | 3  | -1 |
| 3   | Costa d'Avorio | 2    | 3 | 1 | 0 | 2 | 1  | 3  | -2 |
| 4   | Niger          | 0    | 3 | 0 | 0 | 3 | 0  | 6  | -6 |

##### Risultati
| Monrovia 31 gennaio 1987 | Ghana | 2 – 0 | Costa d'Avorio |  |

| Monrovia 31 gennaio 1987 | Togo | 1 – 0 | Niger |  |

| Monrovia 2 febbraio 1987 | Ghana | 4 – 0 | Niger |  |

| Monrovia 2 febbraio 1987 | Togo | 1 – 0 | Costa d'Avorio |  |

| Monrovia 4 febbraio 1987 | Ghana | 3 – 0 | Togo |  |

| Monrovia 4 febbraio 1987 | Costa d'Avorio | 1 – 0 | Niger |  |

### Fase a eliminazione diretta

#### Tabellone
|  | Semifinali | Semifinali | Semifinali |         |       | Finale          | Finale          | Finale          |  |
|  |            |            |            |         |       |                 |                 |                 |  |
|  | Ghana      | Ghana      | 3          |         |       |                 |                 |                 |  |
|  | Ghana      | Ghana      | 3          |         |       |                 |                 |                 |  |
|  | Nigeria    | Nigeria    | 1          |         |       |                 |                 |                 |  |
|  | Nigeria    | Nigeria    | 1          |         | Ghana | Ghana           | 2               |                 |  |
|  |            |            |            |         | Ghana | Ghana           | 2               |                 |  |
|  |            |            | Liberia    | Liberia | 1     |                 |                 |                 |  |
|  | Liberia    | Liberia    | Liberia    | Liberia | 1     | 3               |                 |                 |  |
|  | Liberia    | Liberia    |            |         |       | 3               |                 |                 |  |
|  | Togo       | Togo       | 0          |         |       | Finale 3º posto | Finale 3º posto | Finale 3º posto |  |
|  | Togo       | Togo       | 0          |         |       |                 |                 |                 |  |
|  |            |            |            |         |       |                 |                 |                 |  |
|  |            |            |            |         |       | Nigeria         | Nigeria         | 3               |  |
|  |            |            |            |         |       | Nigeria         | Nigeria         | 3               |  |
|  |            |            |            |         |       | Togo            | Togo            | 1               |  |

#### Semifinali
| Monrovia 6 febbraio 1987 | Ghana | 3 – 1 | Nigeria |  |

| Monrovia 6 febbraio 1987 | Liberia | 3 – 0 | Togo |  |

#### Finale 3º posto
| Monrovia 8 febbraio 1987 | Nigeria | 3 – 1 | Togo |  |

#### Finale
| Monrovia 8 febbraio 1987 | Ghana | 2 – 1 | Liberia |  |